# PZ Возничего
PZ Возничего (лат. PZ Aurigae) — одиночная переменная звезда в созвездии Возничего на расстоянии (вычисленном из значения параллакса) приблизительно 18606 световых лет (около 5705 парсеков) от Солнца. Видимая звёздная величина звезды — от +16,1m до +15m.

## Характеристики
PZ Возничего — жёлтая пульсирующая переменная звезда типа RR Лиры (RRAB) спектрального класса G. Эффективная температура — около 5214 К.